# Jeff Daniels
Jeffrey Warren Daniels (sinh ngày 19 tháng 2 năm 1955) là một nam diễn viên, nhạc sĩ và nhà viết kịch người Mỹ, sở hữu sự nghiệp đồ sộ với các vai diễn trải dài ở nhiều lĩnh vực như điện ảnh, sân khấu kịch nghệ lẫn truyền hình. Trong đó ông đã giành hai giải Emmy và nhận các đề cử cho Quả cầu vàng, giải Nghiệp đoàn Diễn viên Màn ảnh và giải Tony.
Ông có vai điện ảnh đầu tay trong Ragtime (1981) và góp mặt ở nhiều tác phẩm trong suốt sự nghiệp như Terms of Endearment (1983), Heartburn (1986), Arachnophobia (1990), Gettysburg (1993), Speed (1994), 101 Dalmatians (1996), Fly Away Home (1996), Pleasantville (1998), The Hours (2002), Gods and Generals (2003), Good Night, and Good Luck (2005), Infamous (2006), The Lookout (2007), Looper (2012), Steve Jobs (2015) và The Martian (2015). Daniel còn nổi tiếng với vai Harry Dunne trong phim hài đôi bạn Dumb and Dumber (1994) và cả phần hậu truyện Dumb and Dumber To (2014).
Ông từng được đề cử Quả cầu vàng cho nam diễn viên phim hài/ca nhạc xuất sắc nhất nhờ diễn xuất trong The Purple Rose of Cairo (1985), Something Wild (1986) và The Squid and the Whale (2005). Ông còn nhận hàng tá đề cử giải thưởng nhờ màn diễn trên sân khấu, chẳng hạn như đề cử giải Tony cho nam diễn viên chính xuất sắc nhất nhờ màn hóa thân của ông trong các vở kịch như God of Carnage, Blackbird và To Kill a Mockingbird. Ông là nhà sáng lập kiêm giám đốc sản xuất đương nhiệm của Công ty Kịch nghệ Purple Rose có trụ sở tại Chelsea, Michigan.
Từ năm 2012 đến 2014, Daniels thủ vai Will McAvoy trong loạt phim truyền hình đề tài chính kịch và chính trị, The Newsroom của đài HBO; vai Will của Daniels mang về cho ông giải Primetime Emmy cho nam diễn viên phim truyền hình chính kịch xuất sắc nhất, đồng thời giành các đề cử Quả cầu vàng và Nghiệp đoàn Diễn viên Màn ảnh. Ông thắng giải Primetime Emmy thứ hai năm 2018 nhờ vai phụ trong sê-ri ngắn tập Godless (2017) của hãng Netflix, bên cạnh đó là thêm một đề cử nữa với vai chính John P. O'Neill trong sê-ri ngắn tập The Looming Tower (2018) của đài Hulu.